# Schwarzfunk
Schwarzfunk ist ein in politischen Auseinandersetzungen gebrauchtes Schlagwort für öffentlich-rechtliche Landesrundfunkanstalten, wenn sie in Deutschland mehrheitlich und über einen längeren Zeitraum rechts von SPD und Grünen geführt werden. Ihnen wird deshalb mit dieser Bezeichnung eine parteiliche und einseitige Berichterstattung unterstellt. Historisch ist die Bezeichnung als Antwort auf „Rotfunk“ entstanden.

## Beispiele
Als klassisches Beispiel für „Schwarzfunk“ gilt der Bayerische Rundfunk (BR) in München, der laut Wolf-Dieter Roth traditionell dem „Rotfunk“ des Westdeutschen Rundfunks (WDR) gegenüberstand sowie ehemals der Südwestrundfunk (SWR), und der Hessische Rundfunk (hr). In diesen Sendern entschied die CSU bzw. die CDU mit ihrer Regierungsmehrheit zum Teil seit Jahrzehnten über den Intendanten. Der BR boykottierte wiederholt die Ausstrahlung politisch missliebiger Sendungen in der ARD, so z. B. 1961 die Lysistrata-Adaption Die Sendung der Lysistrata, 1971 das SWR-Jugendmagazin Zoom, 1972 die Sesamstraße und Nicht der Homosexuelle ist pervers, sondern die Situation, in der er lebt und 1973 das Kabarett-Programm „Der Abfall Bayerns“ der Münchner Lach- und Schießgesellschaft. 1986 folgte die Absetzung der Tschernobyl-Folge von Dieter Hildebrandts Scheibenwischer, danach begnügte man sich meist mit dem Abdrängen von missliebigen Produktionen wie Im Zeichen des Kreuzes ins Dritte Programm.
Das Lied Skandal im Sperrbezirk wurde vom Hörfunksendern des BR 1981 nicht gespielt.
In Österreich wird der Begriff analog für Rundfunksender verwendet, denen eine einseitige Berichterstattung zu Gunsten der ÖVP vorgeworfen wird.